# Sterling Airlines
Sterling Airlines A/S – nieistniejąca skandynawska tania linia lotnicza z bazą w Kopenhadze w Danii. Kod linii IATA: NB; kod linii ICAO: SNB.
Sterling Airlines A/S powstała we wrześniu 2005 z połączenia dwóch duńskich linii lotniczych, Sterling European Airlines A/S i Maersk Air A/S, które kilka miesięcy przed fuzją zostały wykupione przez islandzką firmę inwestycyjną Fons Eignarhaldsfelag. Miesiąc później Sterling Airlines została sprzedana islandzkiej firmie inwestycyjnej FL Group, właściciela Icelandair.
6 stycznia 2006 Hannes Smárason, CEO FL Group poinformował o możliwości fuzji linii lotniczej easyJet ze Sterling Airlines.
Pod koniec 2005 Sterling Airlines ze 600 pracownikami i 29 samolotami była niemal dwukrotnie większa od Icelandair. Samoloty firmy latały do ok. 40 miast europejskich (Kopenhaga, Oslo i Sztokholm były jej głównymi portami tranzytowymi).
29 października 2008 roku linia ogłosiła bankructwo i natychmiastowe zawieszenie połączeń, dodatkowo informując, że nie jest w stanie zwrócić pieniędzy za zakupione wcześniej bilety.
Niedługo po bankructwie cały majątek spółki został przejęty przez nowego inwestora, duńską linię Cimber Air, która do 2012 roku funkcjonowała pod nazwą Cimber Sterling.